# Neteř biskupova
Neteř biskupova nebo též Biskupova neteř je komická opera („hudební veselohra“) o jednom jednání českého skladatele Josefa Bartovského na libreto, které skladatel upravil a přeložil podle stejnojmenné komické aktovky chorvatského spisovatele Milana Begoviće. (Podle Jana Branbergera byla složena původně na text srbochorvatský.)

## Vznik a historie
Bartovský tuto komickou aktovku napsal již roku 1938, uvedena byla až po druhé světové válce. Premiéra se konala 20. prosince 1946, a to – stejně jako v případě všech ostatních profesionálně provedených oper tohoto plzeňského skladatele – v Městském divadle v Plzni. Divadlo ji tehdy uvedlo v kombinaci se starší operní aktovkou U Božích muk rovněž plzeňského skladatele Stanislava Sudy. Oproti skladatelově originální verzi názvu Neteř biskupova divadlo zvolilo modernější Biskupova neteř. Bartovský následně roku 1940 napsal další operu podle Begovićovy aktovky, totiž hudební veselohru Lopucha, ta však nikdy uvedena nebyla. Ani Neteř biskupova nebyla vícekrát nastudována.

## Osoby a první obsazení
| osoba                           | hlasový obor | premiéra (20. prosince 1946) |
| ------------------------------- | ------------ | ---------------------------- |
| Biskup orleánský                | bas          | Vladimír Bauer               |
| Jeanne-Marie, jeho neteř        | soprán       | Vlasta Severová              |
| Gaston, páže                    | tenor        | Alfons Šoun                  |
| Markýz de Chapeaurouge          | tenor        | Oldřich Černoch              |
| Biskupův majordom               | baryton      | Josef Jakš                   |
| Vikář                           | tenor        | Antonín Zlesák               |
| Sluha                           | tenor        | Karel Sommer                 |
| Tři famulové (soprány)          |              |                              |
| Dirigent: Josef Bartovský       |              |                              |
| Režie: Josef Kouba              |              |                              |
| Výprava: Antonín Calta          |              |                              |
| Choreografie: Slavibor Jindřich |              |                              |

## Děj opery

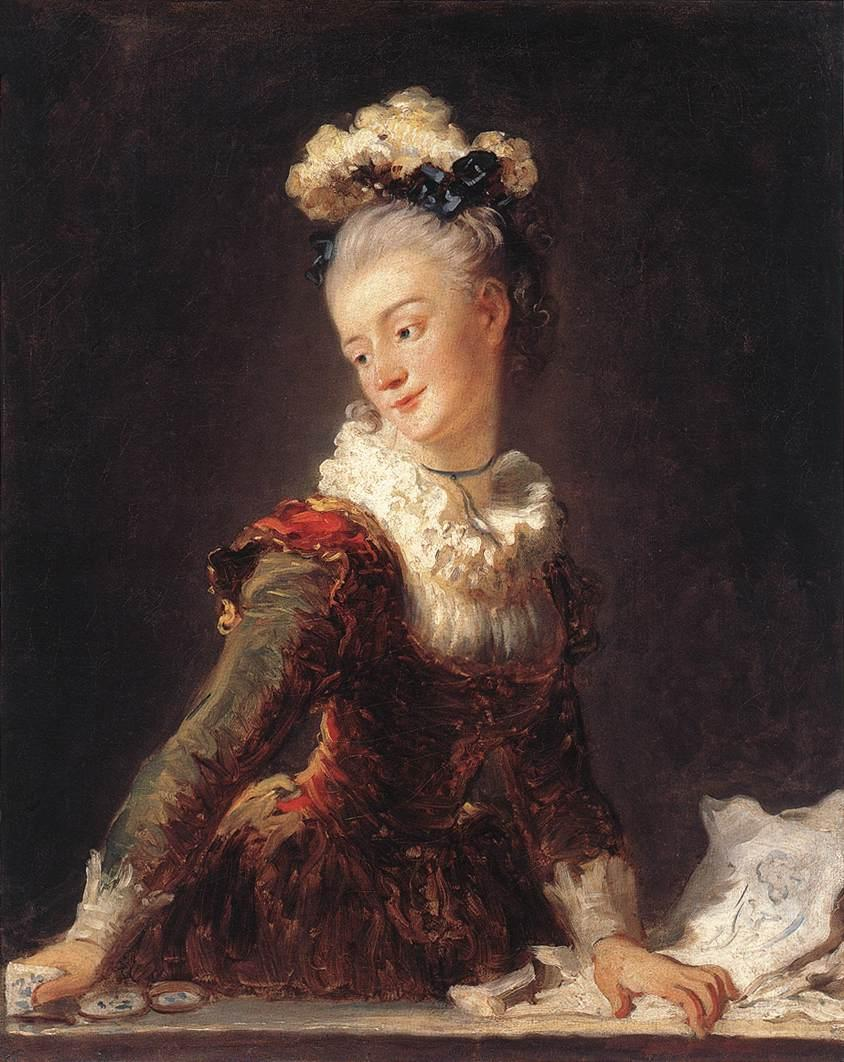
Portrét Marie-Madeleine Guimardové od Fragonarda.

(V ložnici biskupa orleánského, na sklonku starého režimu) Je večer a biskupův věrný majordomus se třemi famuly připravují lože pro Jeho Excelenci. Ta se dnes vrací ze svatby své neteře Jeanne-Marie se starým markýzem de Chapeaurouge. Z biskupova doprovodu nejprve vstupuje jeho páže Gaston, kterého poslal biskup domů předem, protože se zdál nemocný. Gaston je zesláblý a horečnatý, a i když příčinu svého rozpoložení – totiž lásku k Jeanne-Marie – skrývá, majordomus se jí snadno dovtípí. Ač se to nezdá, býval totiž i monsignore v mládí veselý chlapík a v doprovodu nynějšího majordoma v Paříži užíval života naplno po všech stránkách, ba dokonce bral taneční hodiny u slavné Marie-Madeleine Guimardové, jejíž portrét od Fragonarda dosud zdobí biskupovu ložnici.
Je k půlnoci. Biskup dorazí v dobré náladě ze svatební hostiny. Pochvaluje si, že Jeanne-Marie podle všeho nese svůj osud statečně. Rozděluje poslední pokyny – svému vikáři vrací koncept zítřejšího kázání, v němž jen vyškrtl některé příliš vášnivé útoky na neznaboha Voltaira, a Gastonovi dává praktické rady pro jeho zítřejší odjezd na studia do Paříže, nějaké peníze, jakož i doporučující dopis pro slečnu Guimardovou. Soucítí s pážetem, o jehož citech k Jeanne-Marie ví, ale její rodina ji markýzi zasnoubila už jako malé dítě, náhradou za nesplacenou půjčku, a Gaston se s tím má smířit.
Gaston pomáhá biskupovi s převlékáním do nočního úboru, když v tom vběhne Jeanne-Marie. Prchá před svatební nocí s novomanželem, ale biskupovi vypráví, že se k jejímu loži blížil nějaký bílý duch a strašně ji vyděsil. Biskupovy námitky umlčí tím, že si umane naučit ho tančit allemandu. Biskup se milované neteři poddává. Je ohlášen markýz a Jeanne-Marie skokem mizí v načechrané biskupově posteli.
Markýz však nereklamuje svou ženu zpět, jen jí přináší krabici bonbonů. Jeanne-Marie vykoukne z polštářů. Je prý hotova chotě následovat, ale diktuje si podmínky: musí ihned poslat Gastona do Paříže, aby pro ni nakoupil lehké kupé, čtyřiadvacet párů střevíců, dvacet klobouků a tak dále, včetně domácích mazlíčků jako opici a papouška. Markýz žádosti vyhoví a svěřuje Gastonovi k obstarání těchto dámských nezbytností značnou sumu peněz. Jeanne-Marie tedy opouští své útočiště a odchází s markýzem. Ten ovšem netuší, že se s Gastonem smluvila na útěku a zítra ho bude doprovázet do Paříže.
Spokojený Gaston pomáhá neméně spokojenému biskupovi do lože. Jeho Excelence si libuje, jak jsou podušky od Jeanne-Marie příjemně vyhřáty, a dává si na dobrou noc nechat číst novou kapitolu z Voltairovy Panny.